# A Tract on Monetary Reform
A Tract on Monetary Reform (1923) är en bok av den brittiske ekonomen John Maynard Keynes. 

## Ur innehållet
- Det bör finnas två världsvalutor, dollar och pound sterling.
- Dessa bör vara stabila gentemot råvaror, inte gentemot guld.
- Det brittiska imperiet, förutom Kanada, samt Europa skulle kunna ingå i en sterlingstandard.
- Nord- och Sydamerika skulle kunna koppla sina valutor till en dollarstandard.
- Regeringar kan klara sig länge genom att trycka pengar.
- Att trycka pengar så att penningmängden ökar är en form av beskattning, men metoden är fullt möjlig trots sitt dåliga rykte.
- Dock finns gränser för hur mycket regeringar kan utnyttja denna möjlighet.